# Harrisomyia
Harrisomyia es un género de dípteros nematóceros perteneciente a la familia Limoniidae. Es originario de Nueva Zelanda.

## Especies
- Contiene las siguientes especies:
- H. bicuspidata Alexander, 1923
- H. terebrella Alexander, 1932